# 徳洞駅
徳洞駅（トクトンえき、朝鮮語: 덕동역）は、朝鮮民主主義人民共和国の南浦特別市臥牛島区域の駅で、平南線に属する。 

## 隣の駅
平南線
新南浦駅 - 徳洞駅 - 新寧里駅